# Roscoe Orman
Roscoe Hunter Orman (ur. 11 czerwca 1944 w Bronx, Nowy Jork, USA), amerykański aktor, odtwórca roli Gordona Robinsona w programie telewizyjnym Ulica Sezamkowa.